# Colline toscane

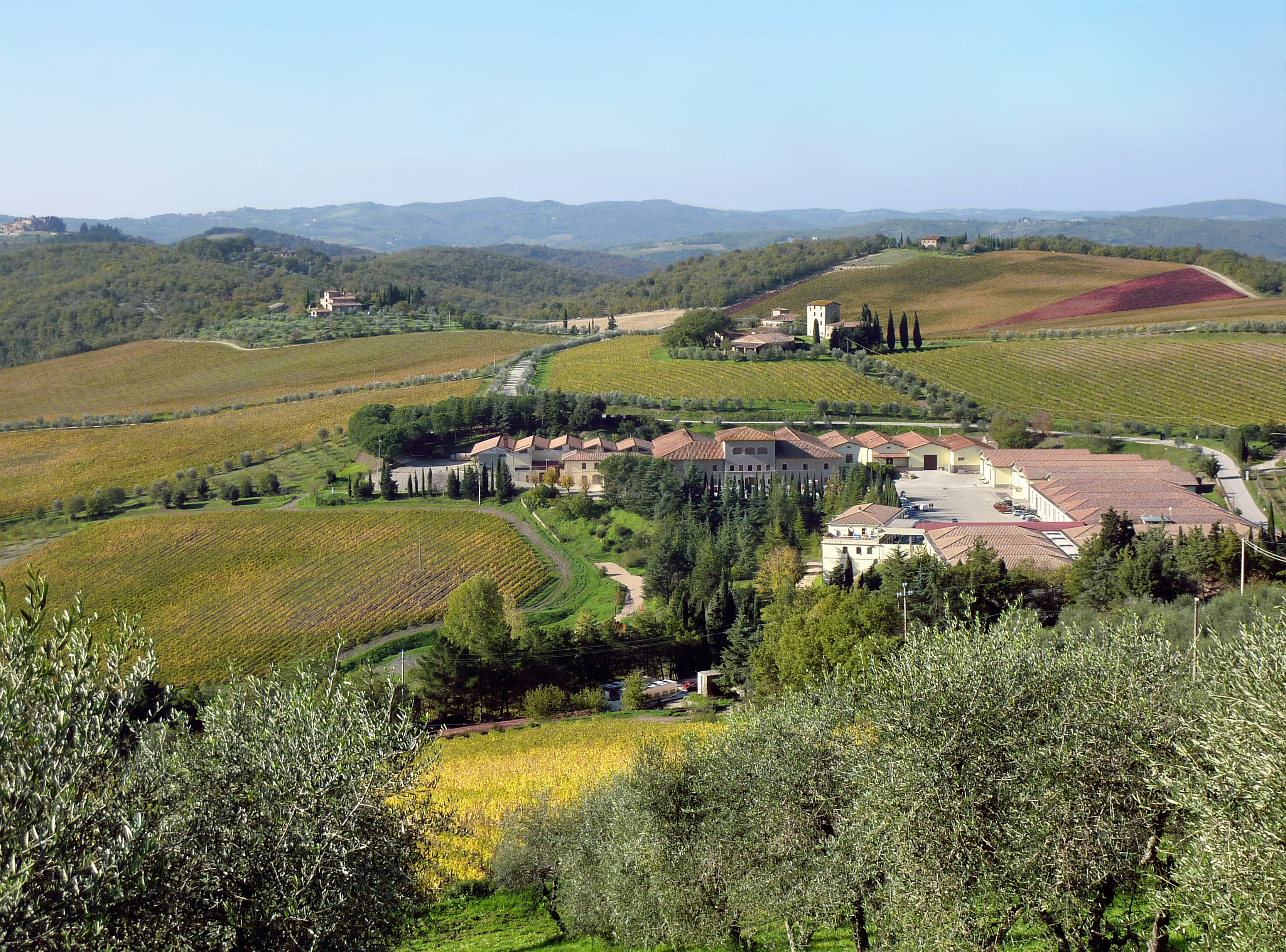
Gaiole in Chianti

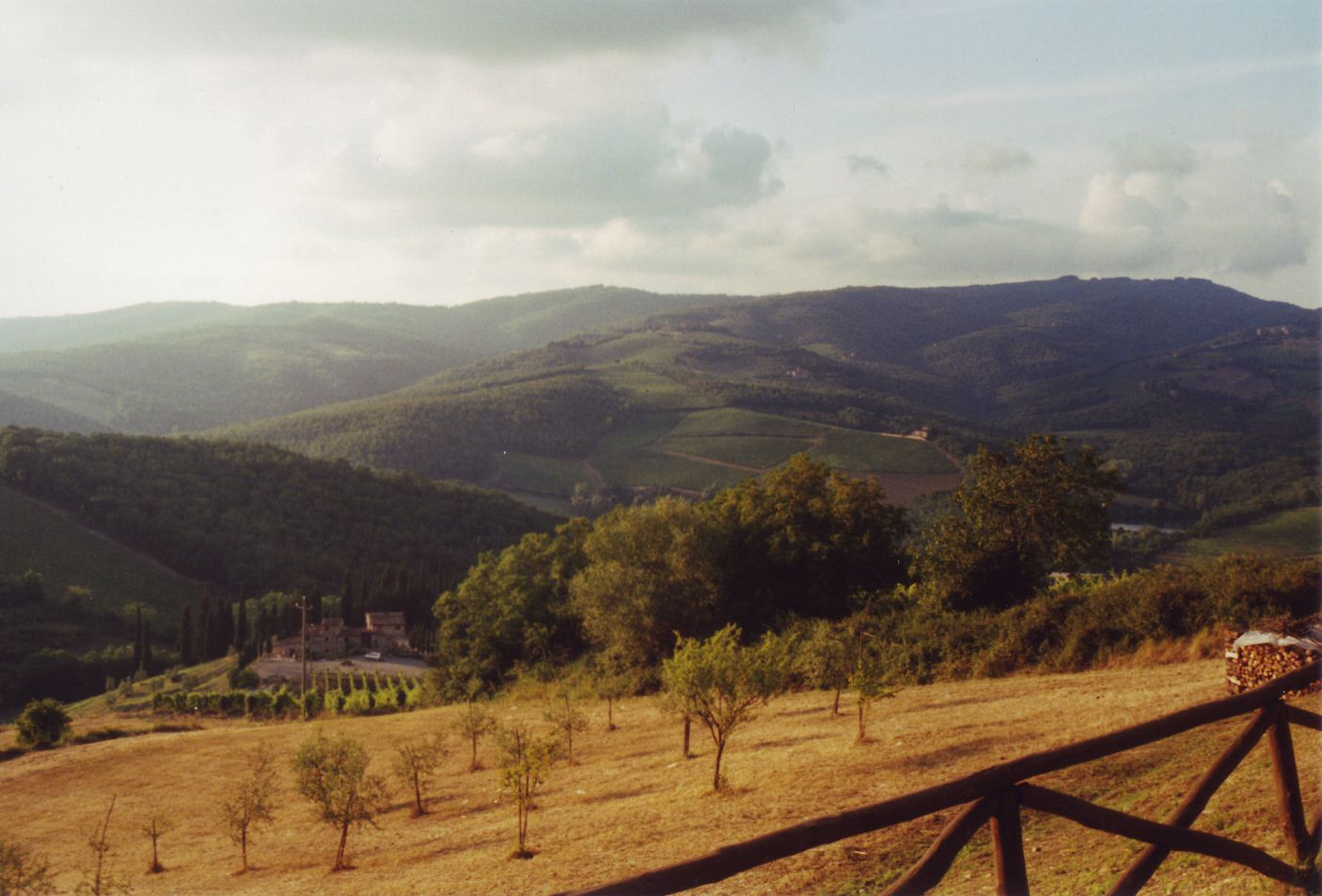
Greve in Chianti

La denominazione Colline toscane (o Preappennino toscano) è usata in geografia e in discipline affini (per esempio nella meteorologia) per descrivere quell'area di Toscana compresa tra la costa (detta anche Costa degli Etruschi), ad ovest, la valle dell'Arno, a nord e ad est (a cui si suole aggiungere il Montalbano e impropriamente i Monti della Calvana, che si trovano a nord dell'Arno e fanno già parte dell'Appennino).
Anche in geologia questa definizione è molto usata per descrivere le terre aventi caratteristiche e origine assai comune (essendo fino ad alcuni milioni di anni fa ricoperte del mare ed abitate da creature acquatiche studiate proprio in queste colline per la prima volta, come il delfino denominato Etruridelphis giulii, scoperto a Lorenzana nell'Ottocento da Roberto Lawley).
La regione contiene anche zone con rilievi importanti come il Monte Amiata e il Monte Cetona.
Interessa le province di Pisa, Livorno, Grosseto, Siena, Firenze e Arezzo e può essere anche delimitata usando, ad ovest, la Via Aurelia e, a est, la Via Cassia.
Si suole dividerla in aree maggiormente omogenee, tra le quali troviamo:
- Colline del Chianti
- Colline Pisane (con i colli della Valdera)
- Balze di Volterra
- I colli della Valdelsa
- Colline Livornesi
- Crete Senesi (con il Deserto di Accona)
- Colline dell'Albegna e del Fiora
- I colli della Valle dell'Ombrone
- Colline Metallifere (tra le quali troviamo le Colline Metallifere grossetane)
- le colline dell'Area del Tufo
- i colli della Val d'Orcia (con il Monte Amiata e il Monte Cetona)
- i colli della Val di Chiana

Anche se in realtà si trovano a nord dell'Arno e fanno parte dell'estrema propaggine dell'Appennino vengono inserite tra le colline toscane anche quelle del Montalbano poiché vi si produce il Chianti Montalbano e l'olio Toscano. 
Tra le città e località più famose che si trovano in detta area si possono annoverare: 
- Arcidosso
- Arezzo
- Asciano
- Castiglione della Pescaia
- Castiglione del Lago
- Certaldo
- Chiusi
- Civitella in Val di Chiana
- Colle di Val d'Elsa
- Grosseto
- Lari
- Massa Marittima
- Montalcino
- Montepulciano
- Palaia
- Peccioli
- Pienza
- Pitigliano
- Poggibonsi
- Pomarance
- Roccastrada
- Rosignano Marittimo
- San Casciano in Val di Pesa
- San Gimignano
- San Miniato
- Siena
- Volterra

## Sentieristica
All'interno delle colline toscane si trovano vari sentieri tematici o legati a località importanti come il Santuario di Montenero (nelle Colline livornesi) o il Santuario della Madonna dei Monti (nelle Colline Pisane).